# Comuna Ceapli, Starîi Sambir
Ceapli (în ucraineană Чаплі) este o comună în raionul Starîi Sambir, regiunea Liov, Ucraina, formată din satele Ceapli (reședința), Humaneț, Ivaniv, Pavlivka și Rainova.

## Demografie
Componența lingvistică a comunei Ceapli
     Ucraineană (99,8%)
     Alte limbi (0,15%)
Conform recensământului din 2001, majoritatea populației comunei Ceapli era vorbitoare de ucraineană (99,8%), existând în minoritate și vorbitori de alte limbi.